# Grand Hôtel la Cloche
Le Grand Hôtel la Cloche est un hôtel cinq étoiles situé 14 place Darcy à Dijon. Ses façades et toitures sont inscrites au titre des monuments historiques.
Existant depuis plus de cinq siècles, l'hôtel de la Cloche, que les Dijonnais appellent « la Cloche », est, par son histoire, son architecture, sa réputation, un véritable monument dijonnais.

## Histoire

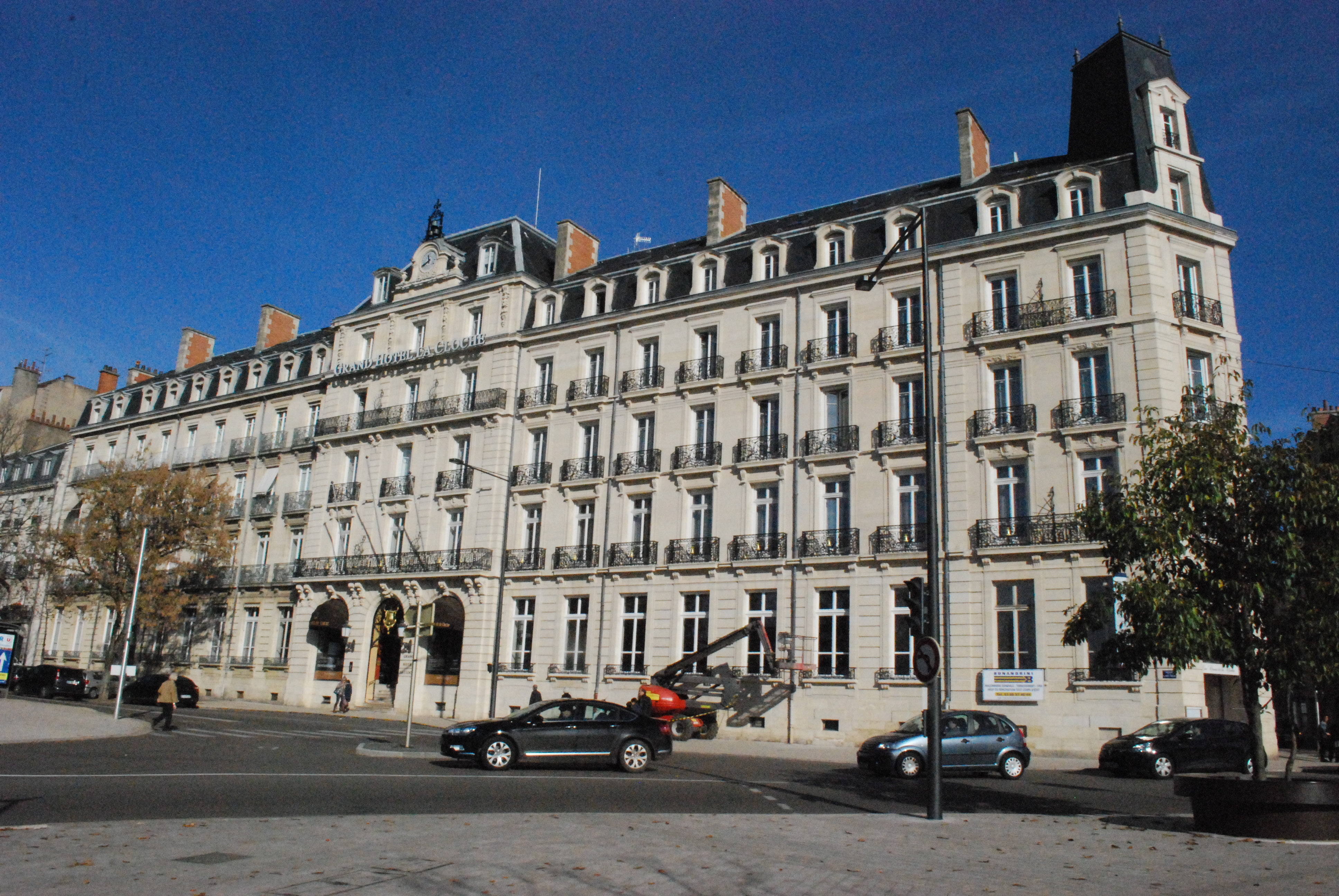
Le Grand hôtel la Cloche, vu de la place Darcy à Dijon.

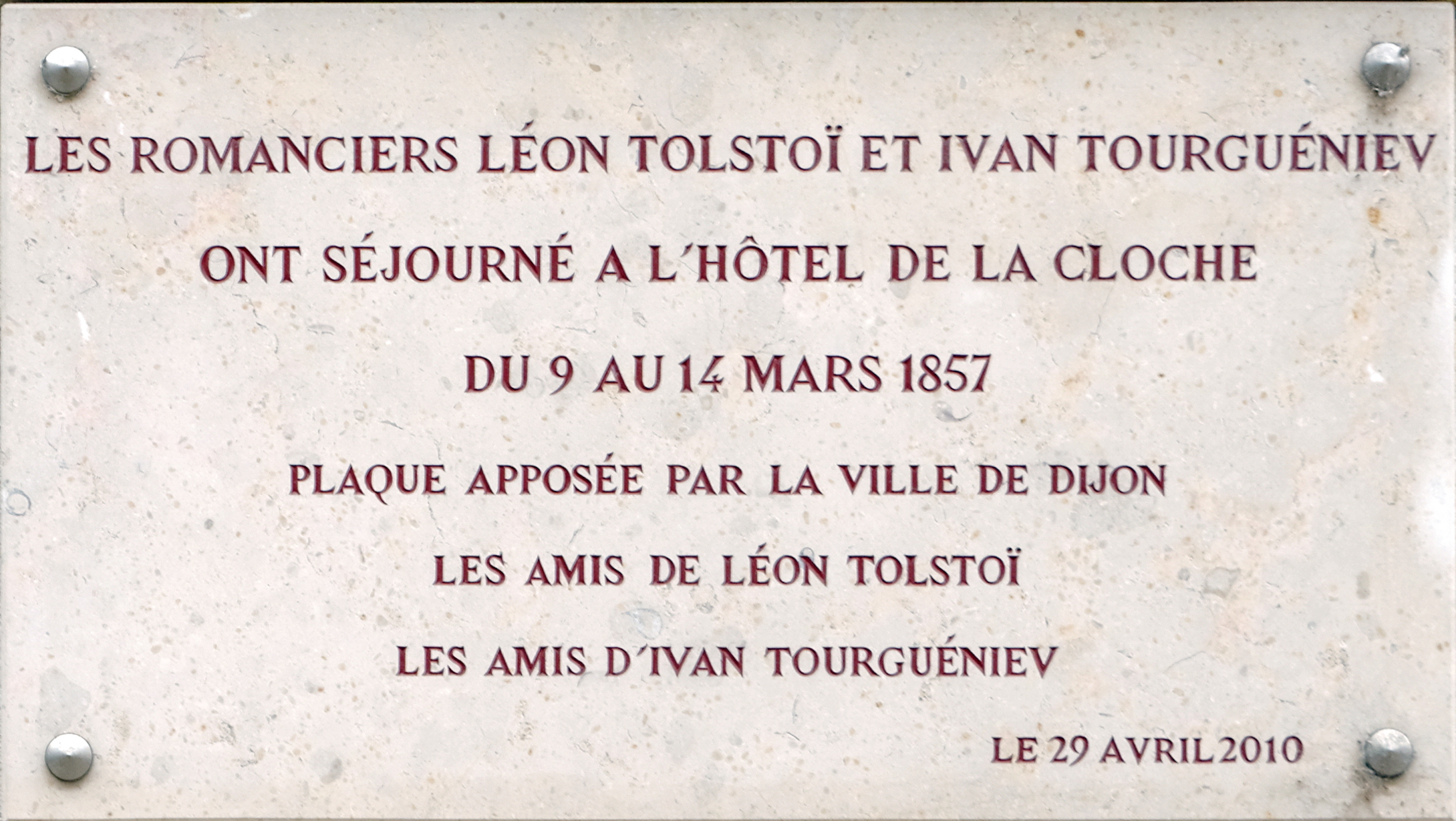
Plaque commémorative (rue de la Liberté) de la visite de Léon Tolstoi & Ivan Tourgueniev.

### Historique
L'hôtel de la Cloche est mentionné pour la première fois au XVe siècle dans un document d'archives. Il se trouvait dans l'actuelle rue de la Liberté et portait le nom d'« ostelerie de la Cloiche  ». D'autres documents citent l'hôtel en 1594, en 1670, en 1687. En avril 1753, l’acteur Lekain, protégé de Voltaire, y séjourna . Dans les années 1750, l'établissement fut rebaptisé « hôtel de Condé » par l'hôtelier de l’époque, en l'honneur du prince de Condé, gouverneur de Bourgogne. L'établissement reprit son nom d'hôtel de la Cloche sous la Révolution. Redevenu hôtel de Condé sous la Restauration, il retrouva définitivement son nom d'« hôtel de la Cloche » en 1830.
Sous le Second Empire, Napoléon III passa la nuit du 1er au 2 juin 1856 à l'hôtel de la Cloche. L'établissement était toujours installé dans l'actuelle rue de la Liberté, à l'emplacement du no 9.
De 1881 à 1884, le propriétaire de l'établissement, Edmond Goisset, fit construire un nouvel hôtel de la Cloche, au bord de la place Darcy qui s'aménageait à ce moment. Cet établissement de prestige ouvrit le 13 avril 1884. L'hôtel possédait alors une grande salle à manger éclairée par des lustres et ornée dans ses angles de cloches dorées, ainsi qu'un salon de style Louis XVI.
En 1902, l'hôtel fut repris par Louis Gorges. Celui-ci le fit agrandir en ajoutant des lucarnes sur la toiture et en édifiant en 1926 une nouvelle aile le long de la rue Devosge. Les Allemands occupèrent l'hôtel de 1940 à 1944. 

### Fermeture et renaissance
Les années 1970 sonnèrent le glas d'une époque. La clientèle avait diminué, notamment en raison du passage loin de Dijon de l'autoroute A 6 et d'une apparente vétusté des deux cent vingt chambres aménagées des années 1880 à 1928. L'hôtel de la Cloche ferma en décembre 1973 ; son mobilier fut vendu aux enchères en 1974. Un moment fut envisagée la destruction de l’édifice, à la place duquel aurait été élevé un immeuble moderne : un nouvel établissement hôtelier quatre étoiles de cent soixante chambres, restaurant, appartements côté jardin Darcy. L'aile sur la rue Devosge aurait été affectée à des bureaux. Cependant, deux associations dijonnaises protestèrent contre ce projet et demandèrent la conservation du bâtiment, sans lequel l'harmonie architecturale de la place Darcy aurait été rompue. La presse locale relata régulièrement les évènements, et certains journaux parisiens, Le Monde, Le Figaro, leur donnèrent même un écho. 
Par arrêté du 29 octobre 1975, le secrétariat d’État à la Culture inscrivit la façade et les toitures de l'hôtel de la Cloche à l’inventaire supplémentaire des monuments historiques. L'intérieur du bâtiment avait été détruit en 1974 ; la partie de l’ancien hôtel sur la rue Devosge avait été vendue et aménagée en bureaux. L'extrémité gauche du bâtiment des années 1880 fut quant à elle transformée en appartements. Le groupe La Hénin aménagea dans l'immeuble des années 1880 un nouvel hôtel de la Cloche, ouvert en janvier 1982. L’établissement fut vendu en 1984 à la famille hôtelière Jacquier.
En 1994, l’établissement intégra la chaîne des hôtels Sofitel du groupe Accor et devint ainsi le « Sofitel la Cloche ». En 2013, il a quitté Sofitel pour la collection des hôtels MGallery du groupe Accor, et a pris le nom de « Grand Hôtel la Cloche  ».

### Rénovation et extension (2014 et 2015)

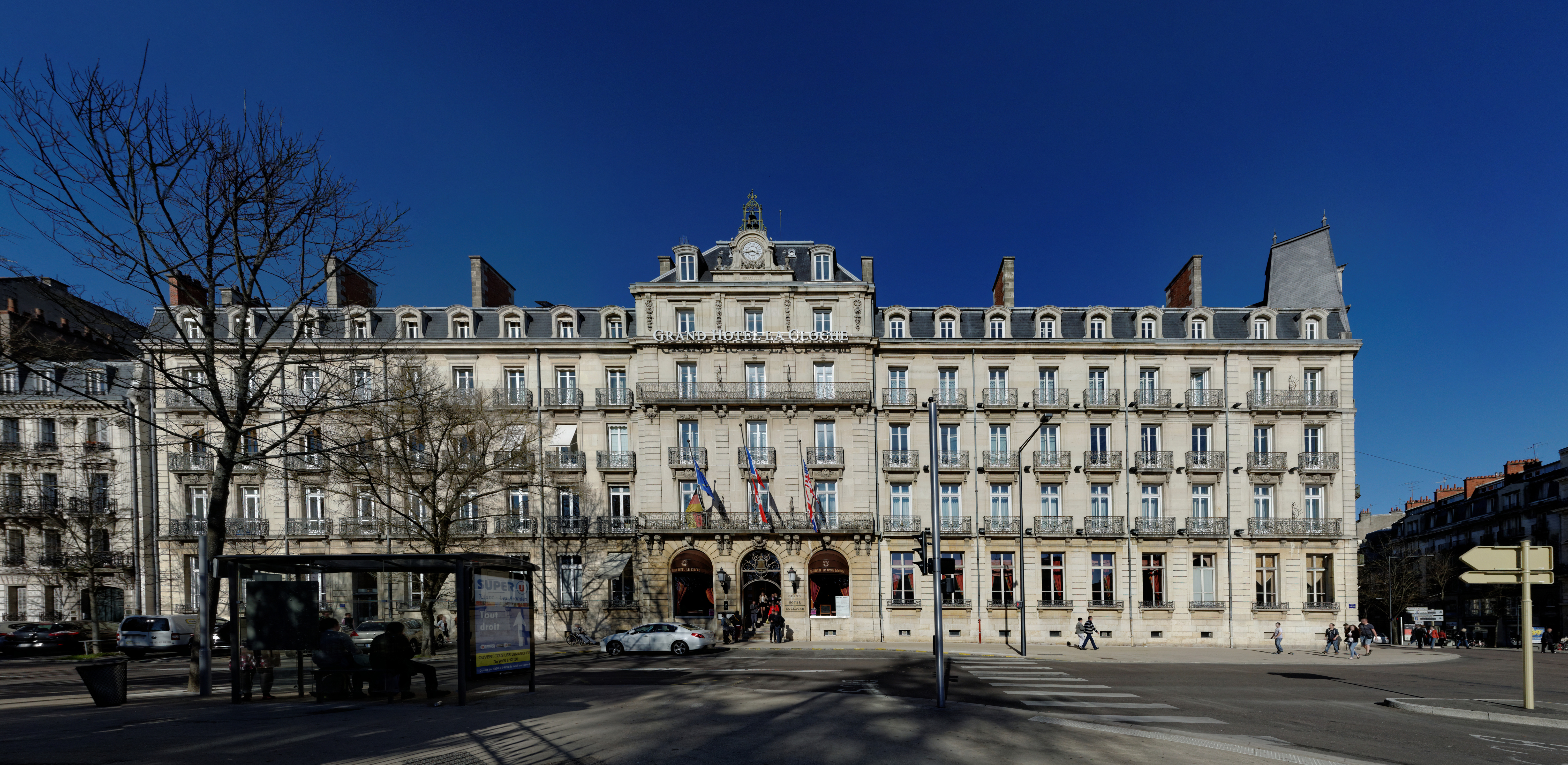
Le Grand hôtel la Cloche, vu de la place Darcy à Dijon.

De janvier 2014 à décembre 2015, le Grand hôtel la Cloche a été rénové et agrandi, pour un coût de plusieurs  millions d'euros. Le chantier a compris la restauration et la modernisation de l’ensemble des chambres et l’extension de l’établissement sur 1 700 m² dans l'aile longeant la rue Devosge. Les nouvelles chambres ainsi que les couloirs sont décorés selon un design moderne  et s'ornent de reproductions d'œuvres du musée des Beaux-Arts de Dijon. Les façades ont été nettoyées et sont éclairées dans des couleurs changeantes.
L'hôtel, classé cinq étoiles depuis 2010, compte quatre-vingt-huit chambres dont cinq suites. Il dispose d'un restaurant gastronomique, d'un bar, de salons, de salles de réception et de séminaires, d'une salle de sport et d'un spa.

## Architecture

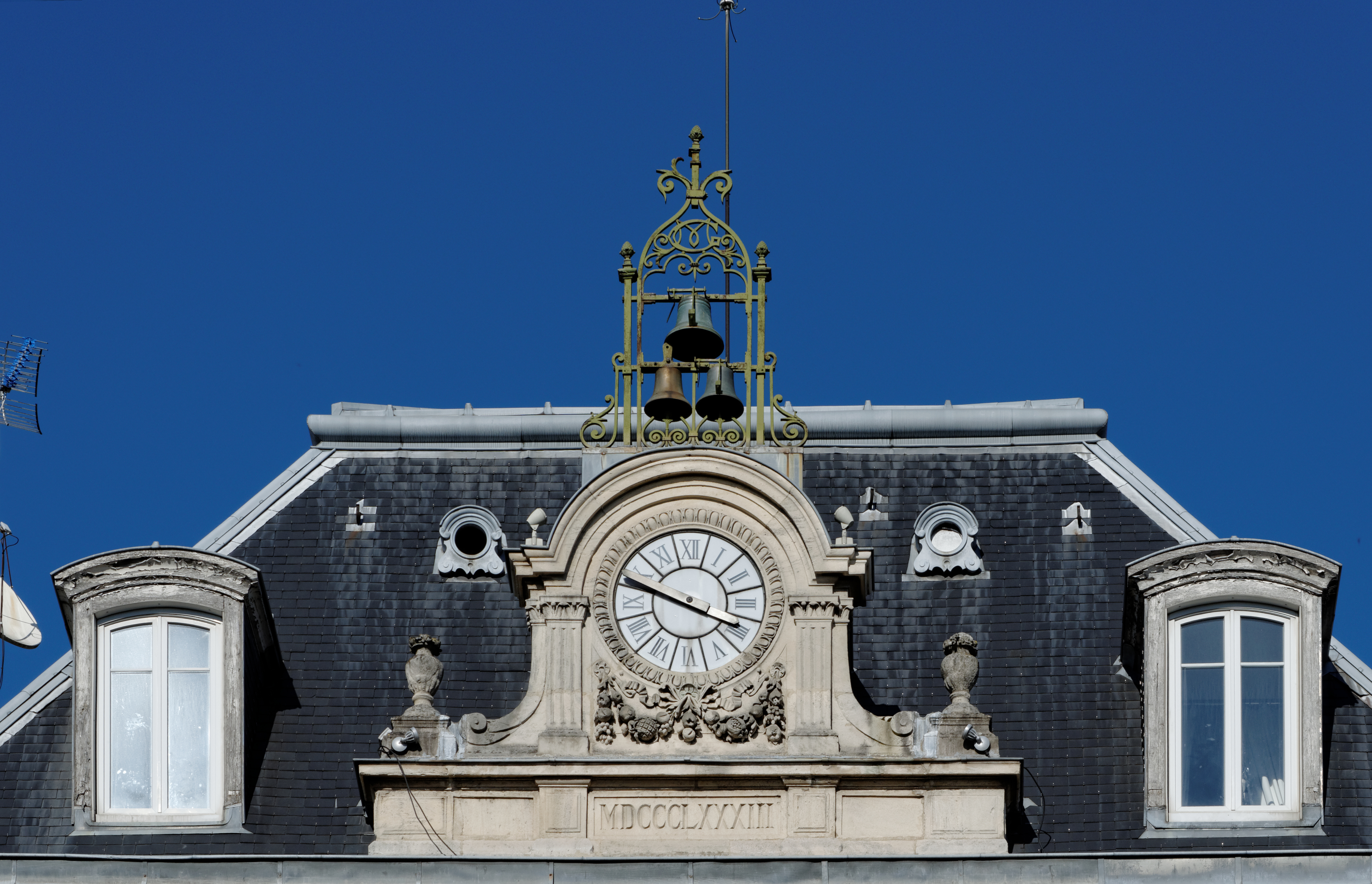
Horloge au fronton de l'hôtel.

L'hôtel a été construit place Darcy de 1881 à 1884 sur les plans de l'architecte dijonnais Louis Belin. En 1926, il a été agrandi par l'architecte parisien Joseph Jardel, qui a élevé à la place de dépendances le long de la rue Devosge, une aile exactement similaire à celle bâtie dans les années 1880. De 1979 à 1981, l'architecte dijonnais Paul Chaudonneret a aménagé, à l'intérieur du bâtiment de Louis Belin, un nouvel hôtel de la Cloche. Depuis, les chambres et d'autres espaces ont été rénovés à plusieurs reprises, sous la direction des propriétaires, Alain puis Patrick Jacquier.

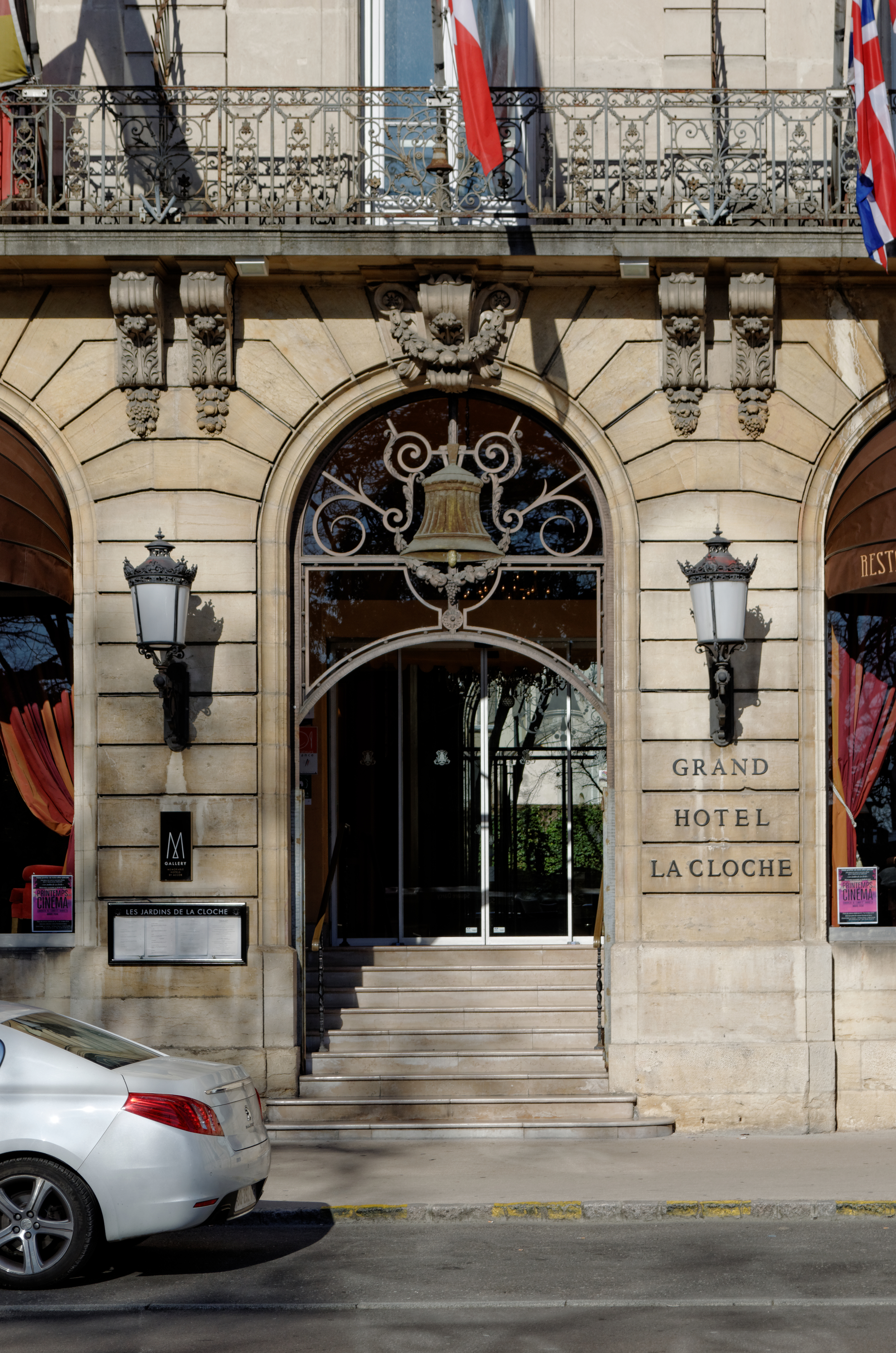
Entrée principale du Grand hôtel la Cloche, 2 avenue de la Première-Armée-Française, en 2014.

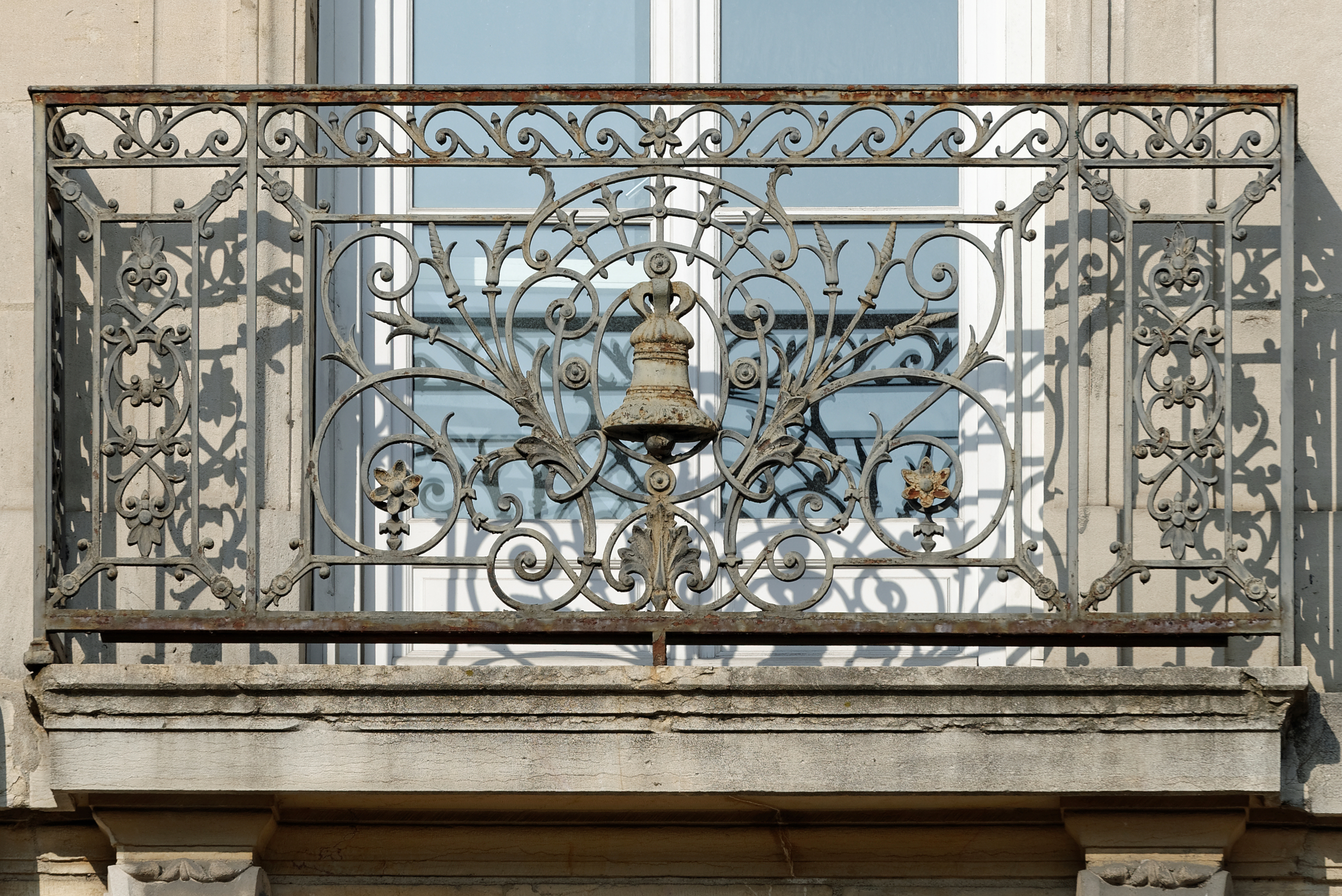
Détail d'un garde-corps, en 2015 (avant une restauration au cours de laquelle la cloche a été dorée.)

Les façades le long de l'avenue de la Première-Armée-Française, de la place Darcy et de la rue Devosge sont en pierre de taille ; elles sont percées régulièrement de fenêtres rectangulaires munies de garde-corps métalliques, ceux du premier étage étant décorés en leur centre d'une cloche. L'étage de combles sous la toiture d'ardoise brisée est éclairé par des lucarnes de pierre à ailerons. L'immeuble des années 1880 comprend un avant-corps central ajouré au rez-de-chaussée de trois grandes ouvertures cintrées, celle du milieu servant d'entrée principale. Au sommet de cet avant-corps, devant la toiture d'ardoise, un fronton de pierre, gravé de la date MDCCCLXXXIII (1883), comporte un cadran d'horloge surmonté d'un campanile muni de trois cloches. Derrière le bâtiment s'étend un jardin intérieur.
L'hôtel aurait été construit au lieudit La Luzerne, à l'emplacement d'une décharge publique dans laquelle auraient été ensevelis à la Révolution des statues et des tableaux de la cathédrale Saint-Bénigne.

## Célébrités ayant séjourné à la Cloche
Dans l'ancien hôtel rue de la Liberté sont passées des personnalités comme le maréchal Ney, le roi des Belges Léopold Ier de Belgique, Alphonse de Lamartine, Napoléon III, Ferdinand de Lesseps, la reine d'Italie Marguerite, et bien d'autres. 
Dans le nouveau bâtiment de la place Darcy ont été notamment reçus : l’archiduc Charles François Joseph d'Autriche ; Camille Saint-Saëns ; Auguste Rodin ; le roi des Belges Albert Ier de Belgique ; le général de Lattre de Tassigny ; Bourvil ; Louis de Funès ; Jean Marais ; Paola de Belgique ; Charles Aznavour ; Grace de Monaco ; David Gilmour ; Chuck Berry ; Joan Baez ; André Rieu ; Jean-Michel Jarre ; Johnny Hallyday ou encore Barbara qui a écrit dans le livre d'or qu'elle appréciait « cette halte douce et chaleureuse ».